# 國立重慶師範學校
國立重慶師範學校，國民政府時期的中等師範學校。校址在重慶市北碚。

## 沿革[1][2]
- 國立四川中學師範部開辦時，計有高中師範科三級，簡易師範科一級，學生共計162人，教職員24人
- 1938年9月，改為國立二中師範分校，派原駐校校委馬客談為校長
- 1940年3月，獨立設置，始稱國立重慶師範學校。此時增設體育師範科
- 1941年9月，增設幼稚師範科，音樂師範科
- 1942年9月，除已開辦普師及幼稚、體育、音樂等專科師範各新招一級外，並增設美術、勞作兩專科師範各一級
- 1943年9月，普師科及幼，體音、美、勞五專師科各再新招一級，遂完成五科十五級之編劊
- 1942-1943年，開辦兩屆在職小學體育教師訓練班
- 1944年9月至1946年5月，開辦保育師資訓練班兩班
- 1945年9月，國立二中師範班又併入重師普師科。此時，全校17班，學生共計398人
- 1946年上期結束時，在校一、二年級學生3人(男154，女180)，教職員81人，工人44人
- 停辦後，大多數教職員和戰區學生隨馬客談校長去南京江蘇省立江寧師範學校（實即重師遷校，改名江寧師範）;部份留碚教職員轉國立女師附中工作;各科年級川籍學生，後來轉入國立江津師範，半年後改為省立北碚師範學校
- 重師，從創辦到結束，歷時僅八年，從一個戰時救濟性的教育機關，發展為有計劃的實驗性的分科師範學校。她的五個專科和訓練班，先後畢業計30班，共790人